# Petru Ursache
Petru Ursache (n. 15 mai 1931, Hărpășești, com. Popești, jud. Iași – d. 7 august 2013, Iași) a fost un folclorist, estetician și etnolog român.

## Biografie
S-a născut în satul ieșean Hărpășești în familia agricultorilor Gheorghe și Maria Ursache. A urmat școala primară în satul Hărpășești (1938–1943), Liceul Național din Iași (1945–1951) și Facultatea de Filologie a Universității „Al. I. Cuza” din Iași (1952–1956). A lucrat ca bibliotecar la Biblioteca județeană „Gh. Asachi” din Iași (1956–1958), apoi ca preparator (1958–1960), asistent (1960–1969), lector (1969–1977), conferențiar (1977–1992) și profesor (1992–2001) la Catedra de Literatură română și la Catedra de Literatură comparată ale Facultății de Litere a Universității „Al. I. Cuza” din Iași, unde a predat disciplinele Folclor, Estetică, Etnologie, Mitologie și religie. A obținut în 1971 titlul de doctor în filologie al Universității din București cu teza „Șezătoarea” în contextul folcloristicii (elaborată sub îndrumarea prof. Mihai Pop), despre revista Șezătoarea, prima revistă românească de folclor, publicată de Arthur Gorovei în anul 1892, la Fălticeni. A fost conducător de doctorate în etnologie. A mai predat în perioada 1992–2002 cursul de Estetică teologică la Facultatea de Teologie Ortodoxă din Iași.
Petru Ursache a debutat în revista Scrisul bănățean (1958), colaborând în cursul îndelungatei sale cariere cu articole, studii și eseuri la revistele Cronica, Convorbiri literare, Dacia literară, Ateneu, Bucovina literară, Saeculum etc. A publicat mai multe volume de folcloristică, estetică și etnologie, a colaborat la Tratatul de dialectologie (1984), a îngrijit peste douăzeci de antologii și ediții critice ale operelor lui Al. Vasiliu, M. Eliade, M. Sadoveanu, N. Crainic, Al. Dima și M. Eminescu și a publicat, în colab. cu Magda Ursache, antologia de poezie religioasă Duh și slovă (2000).
A fost membru al Uniunii Scriitorilor din România – Filiala Iași. A fost recompensat cu Premiul Profesor Emeritus al Universității „Al.I. Cuza” (2001), Premiul de Excelență al Uniunii Scriitorilor – Filiala Iași (2001, 2006), Premiul opera omnia acordat de revista Convorbiri literare (2001), Premiul opera omnia acordat de Biblioteca „Vasile Voiculescu” din Buzău (2001).
A decedat la 7 august 2013 și a fost înmormântat în Cimitirul Eternitatea din Iași.

## Cercetări etnologice
Cercetările etnologice și folcloristice ale lui Petru Ursache au fost realizate dintr-o amplă perspectivă interdisciplinar-enciclopedică, încercând să pătrundă până la rădăcinile creațiilor literare. Studiile publicate evidențiază preocuparea sa pentru cultura tradițională veche a poporului român, abordată laturile sale estetice și etnologice. Petru Ursache a cercetat din punct de vedere mitologic balada Miorița, acordând atenție aspectelor morale și estetice ale unor opere religioase precum Filocalia, care i-a inspirat scrierea unui tratat de „Estetică teologică”.
Balada Miorița este abordată de Petru Ursache într-un volum de 328 de pagini, organizat în 6 capitole (Aventuri thanatice exemplare, Imaginarul mitic al păstorului, Transhumanțe sufletești și de imagine, Înaltul de Sus și Înaltul de Jos, Ars moriendi, Mit și literatură). Etnologul tratează creația populară de pe o poziție interdisciplinară, acordând atenție înțelesurilor mitologice, literare și estetice ale baladei. „Miorița” este considerată o meditație ontologică pe tema morții, în care conflictul dintre păstori nu este decât un pretext pentru a căuta un răspuns românesc la o întrebare gravă și obsedantă; aparenta pasivitate a păstorului moldovean se datorează faptului că ceilalți doi păstori reprezintă instrumente ale morții, iar înfruntarea cu aceștia nu ar reprezenta decât o amânare și nu o învingere definitivă a morții inevitabile. Moartea este văzută ca o integrare cosmică a omului, o continuare a existenței în cadrul naturii eterne așa cum sugerează motivul nunții.
Petru Ursache a fost fascinat de studiile de mitologie și de istorie a religiilor ale lui Mircea Eliade, publicând volumul Camera Sambô. Introducere în opera lui Mircea Eliade (1993, reeditat în 1999 și 2008) și două antologii din opera acestuia: Meșterul Manole, studii de etnologie și mitologie și Arta de a muri, cercetând modul de integrare a miturilor în opera lui Mircea Eliade.
Cartea Bucătaria vie. File de antropologie alimentară (Junimea, 2011) este o călătorie literară pe teme culinare prin literatura universală de la Epopeea lui Ghilgameș și textele biblice până la operele literare ale unor scriitori români precum Costache Negruzzi, Mihail Kogălniceanu, Păstorel Teodoreanu și Mihail Sadoveanu.
În concepția lui Petru Ursache, arta este subsumată unei dualități umano-divine, orice abordare a ei de pe una din cele două poziții fiind lacunară și deformată: „frumosul a intrat în conștiința europeană asemenea lui Ianus bifrons: cu o față luminată de sacralitatea divină, așa cum se cuvine celei mai importante invenții umane, arta, dar cu cealaltă spre raționalitatea agresivă și arogantă. Lucrările de specialitate elaborate până-n prezent sunt prea adesea scrise de pe poziții partizanale, individualiste, tendențioase și, de aceea, lacunare, deformante”. Criticul Gheorghe Grigurcu îl considera un reper moral într-o lume a compromisurilor, „o mișcătoare apropiere de perfecțiune a ființei de cărturar”.

## Opera
- Pe plaiuri moldovene, culegere de folclor, 1964;
- „Șezătoarea” în contextul folcloristicii, Ed. Minerva, București, 1972;
- Poetica folclorică, Iași, 1975;
- Prolegomene la o estetică a folclorului, București, 1980;
- Eseuri etnologice, Ed. Cartea Românească, București, 1986;
- T. Maiorescu esteticianul: studiu hermeneutic, Ed. Junimea, Iași, 1987;
- Camera Sambô. Introducere în opera lui M. Eliade, București, 1993 (ed. a II-a, Editura Universității „Al. I. Cuza”, Iași, 1999; ediție revăzută și dezvoltată, 2008);
- Sadovenizând, sadovenizând...: studiu stilistic și estetic, Ed. Junimea, Iași, 1994 (ed. a II-a, 2005);
- Etnoestetica, Institutul European, Iași, 1998 (ed. a II-a, 2013);
- Mic tratat de estetică teologică, Ed. Junimea, Iași, 1999 (ed. a II-a, 2009);
- Cazul Mărie. Sau despre frumos în cultura orală, Ed. Junimea, Iași, 2001;
- Tripticul axiologic fundamental, Editura Universității „Al. I. Cuza”, Iași, 2005;
- Înamorați întru moarte. ErosPoesis la Cezar Ivănescu (2006);
- Antropologia, o știință neocolonială (2006);
- Etnosofia, Ed. Paideia, București, 2006 (ed. a II-a, 2013);
- Istorie, etnocid, genocid, Ed. Conta, Piatra-Neamț, 2010 (alte ediții, Ed. Eikon, București, 2017, 2019);
- Miorița: un dosar mitologic, Ed. Demiurg, Iași, 2010;
- Eros & Thanatos la Cezar Ivănescu, Ed. Contemporanul, București, 2010;
- Bucătăria vie. File de antropologie a alimentației, 2011;
- Omul din Calidor, Ed. Eikon, București, 2012;
- Miorița – Dosarul mitologic al unei capodopere, Ed. Opera Magna, Iași, 2013.